# Mario Ariosa
Mario Ariosa, (12 de septiembre de 1920 - 20 de enero de 1992) fue un deportista profesional cubano que practicaba el béisbol. Nace el 12 de septiembre de 1920 y es electo miembro del Salón de la Fama de México como uno de los grandes del béisbol desde 1982.

## Biografía
Llegó de su natal Cuba para quedarse en México. En 1947 hizo su debut en la Liga Mexicana con los Pericos de Puebla, que comandaba su coterráneo Adolfo Luque. Jugó 20 temporadas en este circuito, bateando sobre 0,300 en trece de ellas, once de las cuales fueron en forma consecutiva (1950 a 1960).
Durante 17 campañas lució la franela del Águila de Veracruz, tocándole en suerte militar bajo las órdenes de Martín Dihigo. 
Fue un excelente jugador de cuadro, muy versátil y seguro. En 1951 fue el mejor fildeador de la liga de verano. Su carácter jovial se reflejaba en su juego defensivo y con el bate era una amenaza constante para cualquier pitcher. 
Dos temporadas estuvo con el equipo Poza Rica y un breve tiempo con el México. Participó en el circuito de verano en mil 697 juegos, conectó mil 836 hits, de los cuales 271 fueron dobles, 48 triples y 113 cuadrangulares; su porcentaje global fue de 0,308.
También actuó en tres temporadas con los equipos Puerto Progreso y Campeche en la Liga Peninsular, mismas en las que su bateo lució en forma notable, especialmente en la temporada 48-49, cuando resultó "Champion Bate" con 0,330 de porcentaje. 
Retirado del béisbol profesional, fue instructor de ese deporte en diferentes categorías de aficionados, y directivo del Club Águila de Veracruz. Falleció el 20 de enero de 1992.
- Datos: Q9029106